# ケプラー1520
ケプラー1520（当初はKIC 12557548として公表された）とは、地球からはくちょう座にあるK型主系列星である。ケプラー宇宙望遠鏡によって行われた測定は、ケプラー1520の光度曲線の変動（減光）が約0.2%から1.3%の範囲となっていることを示しているため、この恒星は特に重要である。これは、ケプラー1520の周りの軌道に10億年ごとに1地球質量の割合で質量を失う、急速に崩壊する惑星が存在する可能性があることを示している。惑星自体は約0.1地球質量である。または水星のちょうど2倍の質量であり、約1億~2億年で崩壊すると予想されている。惑星は、わずか15.7時間でケプラー1520の周囲を公転しており、ケプラー1520の表面からわずかケプラー1520の直径の2倍の距離で、約2255ケルビンの推定有効温度を持っている。この惑星の公転周期は、これまでに検出された太陽系外惑星の中で最も短いものの1つである。2016年、惑星はケプラー宇宙望遠鏡によるデータリリースの一部として確認された。

## 命名法と歴史
ケプラー宇宙望遠鏡の観測前は、2MASSカタログ番号である「2MASS J19235189+5130170」があった。Kepler Input Catalogには、「KIC 12557548」と指定され、トランジットを起こす惑星候補が存在することが判明したときに、Kepler object of interest番号の「KOI-3794」が与えられた。
ケプラー1520の惑星は、NASAのケプラーミッションによって発見された。これは、恒星の周囲を公転中の惑星を発見することを任務とするミッションである。ケプラー宇宙望遠鏡が使用するトランジット法は、恒星の明るさの低下を検出することを含む。これらの明るさの低下は、地球の観点から、軌道が恒星の前を通過する惑星として解釈できる。ケプラー1520という名前は、周囲に惑星が存在することが確認された、ケプラー宇宙望遠鏡によってカタログ化された1,520番目の恒星であるという事実に直接由来している。
指定bは、発見の順序に由来する。bの指定は、特定の恒星を周回する最初の惑星に与えられ、その後にアルファベットの他の小文字が続く。ケプラー1520の場合、検出された惑星は1つだけだったため、文字bのみが使用されている。

## 特徴
ケプラー1520は、太陽質量の約76%、太陽半径の約71%のK型星である。年齢は44.7億年で、表面温度は4677ケルビンである。太陽と比較すると、太陽の年齢は約46億年、表面温度は5778ケルビンである。
ケプラー1520の見かけの等級、つまり地球から見たときの明るさは15である。したがって、肉眼で見るには暗すぎる。

## 惑星系
| 名称 （恒星に近い順） | 質量     | 軌道長半径 （天文単位） | 公転周期 (日)       | 軌道離心率 | 軌道傾斜角 | 半径  |
| --------------------- | -------- | ----------------------- | ------------------- | ---------- | ---------- | ----- |
| b                     | <0.02 M⊕ | 0.013                   | 0.6535538±0.0000001 | ~0         | —          | <1 R⊕ |

ケプラー1520の惑星系は、ケプラー1520bという名称の1つの太陽系外惑星で構成されている。この惑星は、彗星と同様の方法で形成された塵とガスの尾を持っている可能性があるが、彗星の尾とは対照的に、輝石と酸化アルミニウム（III）の分子を含んでいる。尾部の粒子が放出される速度に基づいて、惑星の質量は0.02地球質量未満に制限されている。質量の大きい惑星は重力が大きすぎて、観測された質量損失の速度を維持できない。
シミュレーションは、塵の密度が惑星からの距離の増加とともに急速に減少することを示している。ラパポートらによって行われた計算では、塵の尾は光を直接吸収することに加えて、それに到達する光の一部を散乱させ、惑星とその尾が主星の前を通過する前に恒星の光度のわずかな見かけの上昇と、わずかな見かけの減少に寄与する可能性があることを示している。